# Hello, I Must Be Going!
Hello, I Must Be Going! – drugi solowy album Phila Collinsa, wydany w 1982. Nazwa pochodzi od tytułu piosenki z filmu braci Marx - Sucharki w kształcie zwierząt.
Płyta, podobnie jak poprzedzająca ją Face Value, jest dość mroczna i ma pesymistyczny wydźwięk. Wiele piosenek Collins nagrał pod wpływem bólu związanego z jego rozwodem. Na albumie można też usłyszeć stworzony przez niego styl muzyczny zwany gated reverb. Jest on obecny w piosence "I Don’t Care Anymore".
Najbardziej znanym utworem pochodzącym z płyty jest cover piosenki grupy The Supremes - "You Can’t Hurry Love". Inne utwory z tego krążka nie zdobyły dużej popularności.
Płyta Hello, I Must Be Going! nie zdobyła dużej popularności w porównaniu do innych krążków nagranych przez Collinsa w latach 80. (Face Value, No Jacket Required i …But Seriously).
W czasopiśmie branżowym Teraz Rock wystawiono płycie ocenę 3 na 5.
Na portalu Rate Your Music określono go jako reprezentującego m.in. gatunki pop rock, art rock, sophisti-pop i pop soul.

## Lista utworów
1. "I Don’t Care Anymore"
2. "I Cannot Believe It's True"
3. "Like China"
4. "Do You Know, Do You Care?"
5. "You Can’t Hurry Love"
6. "It Don’t Matter To Me"
7. "Thru These Walls"
8. "Don't Let Him Steal Your Heart Away"
9. "The West Side"
10. "Why Can’t It Wait ’Til Morning?"